# Malcolm Reynolds
Malcolm « Mal » Reynolds est un personnage de la franchise Firefly (la série télévisée Firefly, le film Serenity et les comics Serenity). Il est joué par Nathan Fillion.
C'est le capitaine et le propriétaire du Serenity. Son statut d'ancien combattant d'une faction opposée à l'Alliance le prédispose à vivre en marge de l'espace contrôlé par cette entité géopolitique. Il montre une loyauté féroce envers ceux qu'il considère comme faisant partie de son équipage.
La tâche principale que s'est assignée Malcolm est de garder son équipage en vie et son vaisseau en vol. Comme le note le show runner Tim Minear, « il s'agit simplement de s'en sortir. Cela a toujours été la définition de l'objectif de ce qu'est la série — s'en sortir. ». Dans Serenity, Mal dit de lui-même : « [Si le] vent souffle au nord, je vais au Nord. »

## Histoire
Des écrans visibles dans Serenity suggèrent que Mal serait né le 20 septembre 2468, ce qui lui ferait un âge de 49 ans au moment de la série. Mal a été élevé par sa mère et « environ 40 mains » dans un ranch sur la planète Shadow. Bien que Mal semble ordinairement plus pratique qu'intellectuel, il surprend parfois l'équipage en montrant une certaine familiarité avec des œuvres littéraires allant des œuvres de Xiang Yu aux poèmes de Samuel Taylor Coleridge, bien qu'il n'ait par ailleurs aucune idée de « qui » est La Joconde.
Mal s'est engagé dans l'armée indépendantiste pendant la guerre d'unification contre l'Alliance et y a progressé jusqu'au grade de sergent. Zoe est restée à ses côtés pendant l'essentiel de la guerre et a survécu à de nombreux conflits avec lui. La série mentionne trois batailles, incluant celle de Du-Khang en 2510 (montrée dans un flashback dans Le Message et une longue campagne d'hiver sur New Kashmir (comme raconté par Zoe dans Histoires anciennes) où il commande une section. Mal a aussi été impliqué dans la campagne au sol durant la bataille de Sturges (montrée dans la mini-série de comics Serenity: Those Left Behind), qui selon Badger a été « la plus sanglante et la plus courte bataille de la guerre », bien que Mal la considère comme la seconde, et de loin, sur ces aspects. Mal a participé à de nombreuses autres batailles, mais le tournant pour lui et les Indépendantistes a été leur défaite physique et morale à la bataille de la Serenity Valley sur la planète Hera, Des informations à l'écran dans le film Serenity laissent entendre que Mal a reçu une promotion au grade de capitaine pendant cette bataille pour prendre le commandement d'un nombre croissant de soldats indépendantistes dont les officiers étaient morts aux mains de l'Alliance. Cela pourrait expliquer pourquoi dans l'une des scènes supprimées du pilote Les Nouveaux Passagers il est affirmé que Mal a commandé au moins 2 000 hommes. Dans Serenity, Reynolds est montré comme ayant été attaché à la 57th Overlanders Brigade, que Badger surnomme la « Balls & Bayonets Brigade », bien qu'il ne soit pas clair s'il s'agit d'un surnom réel ou forgé par Badger.
Après la guerre, Mal a acquis son propre vaisseau, un transport de classe Firefly modèle 03-K64 en mauvais état dont le précédent propriétaire était un nommé Capitaine Harbatkin (Mal n'a jamais pris la peine de changer les papiers d'enregistrement). Mal a donné au vaisseau le nom de Serenity en mémoire de la bataille décisive.

## Conception du personnage
Malcolm Reynolds a été inventé par Joss Whedon et était le seul personnage précis qu'il avait en tête au moment du casting. Whedon voulait un héros, mais pas dans le sens traditionnel ; il voulait quelqu'un qui soit « tout ce qu'un héros n'est pas ». Dans le premier pilote, Les Nouveaux Passagers, Mal était un personnage sombre et fermé. La FOX ayant refusé ce pilote, le nouveau premier épisode L'Attaque du train présente un Mal plus léger.
Le rôle avait été à l'origine prévu pour Nicholas Brendon, mais les dates de tournage n'étaient pas compatibles avec son rôle dans Buffy contre les vampires, (où il jouait Alexander Harris).

## Réception et héritages
Le personnage arrive 18e de la Greatest Sci-Fi Legends list de TV Guide en 2004.